# Mirny (Sacha)
Mirny (russisch Мирный, jakutisch Мирнэй/Mirnej) ist eine Stadt in der Republik Sacha (Jakutien) (Russland) mit 37.188 Einwohnern (Stand 14. Oktober 2010).

## Geographie
Die Stadt liegt an der Grenze von Lenaplateau und Wiljuiplateau, etwa 820 km westlich der Republikshauptstadt Jakutsk, am Fluss Ireljach, einem linken Nebenfluss der in den Wiljui mündenden Otschtschugui-Botuobuija.
Die Stadt Mirny ist der Republik administrativ direkt unterstellt und zugleich Verwaltungszentrum des gleichnamigen Rajons (Ulus).
Mirny ist über Straßen mit Lensk und Udatschny verbunden und besitzt den Flughafen Mirny.
Mirny ist nach Köppen und Geiger der Klimaklasse Dfc (winterfeuchtkaltes Klima mit kurzen Sommern) zuzuordnen. Die Jahresdurchschnittstemperatur beträgt −9,5 °C bei einem durchschnittlichen Jahresniederschlag von 353 mm.

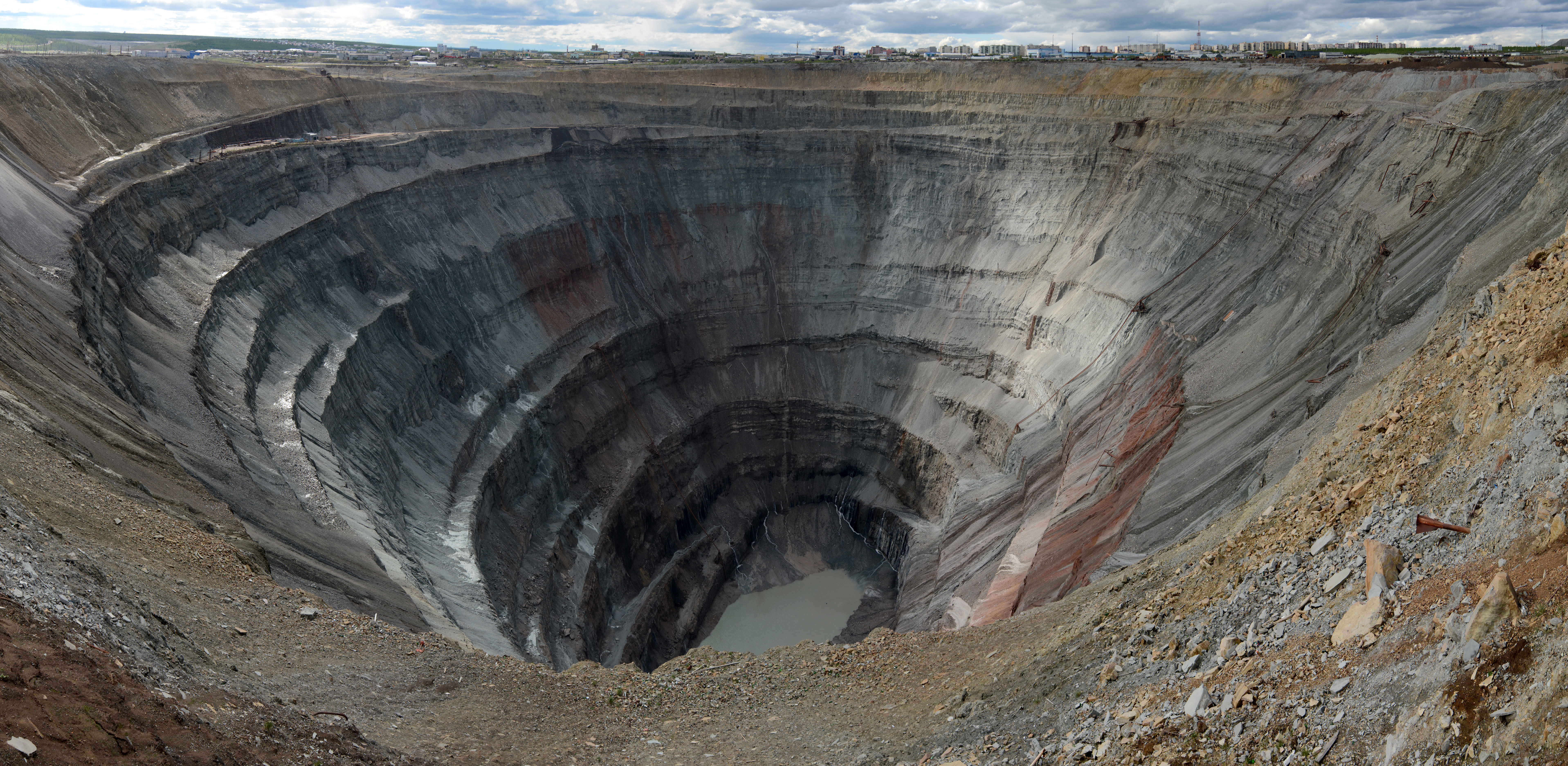
Diamanttagebau „Mir“
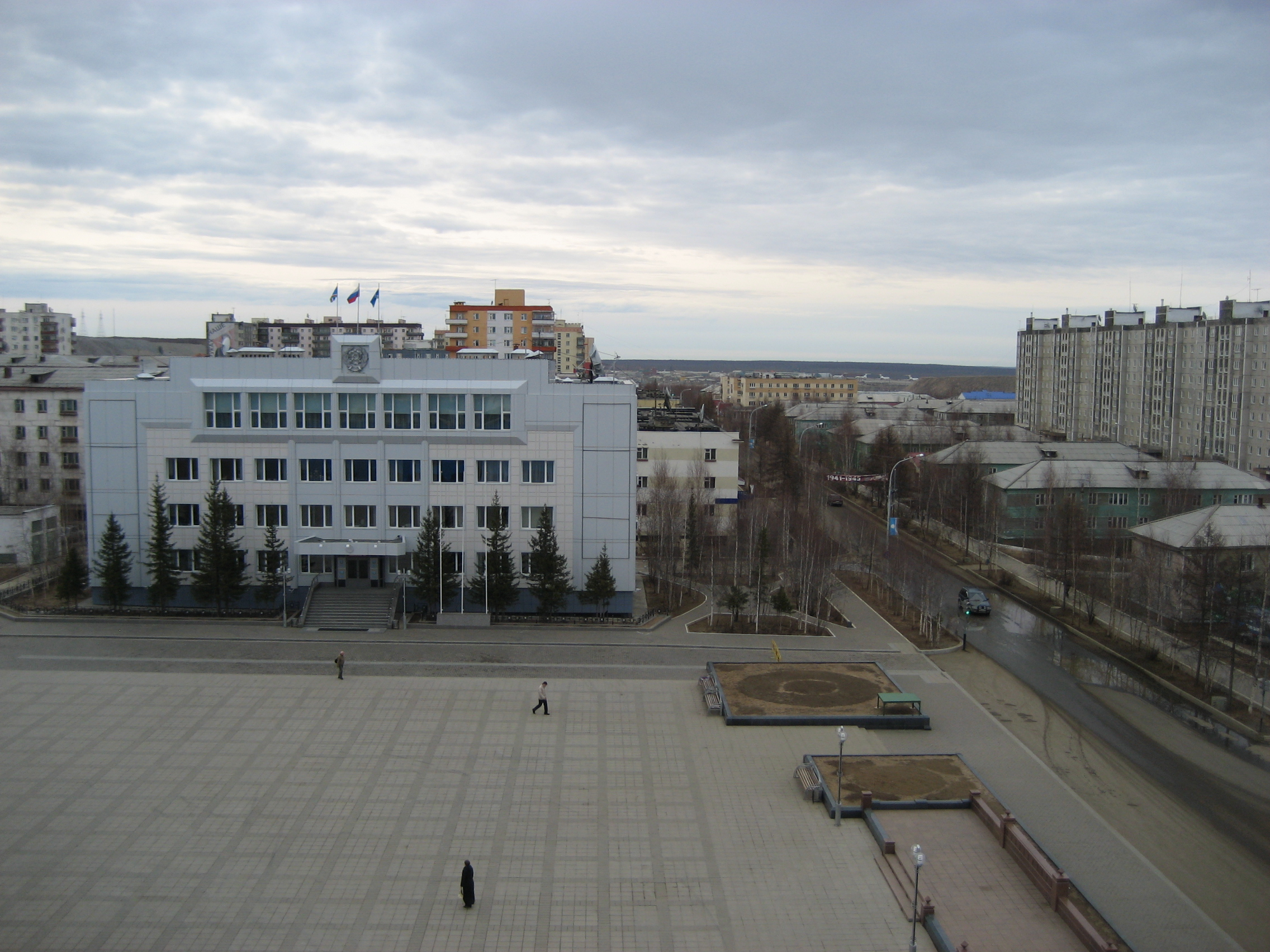
Zentralplatz
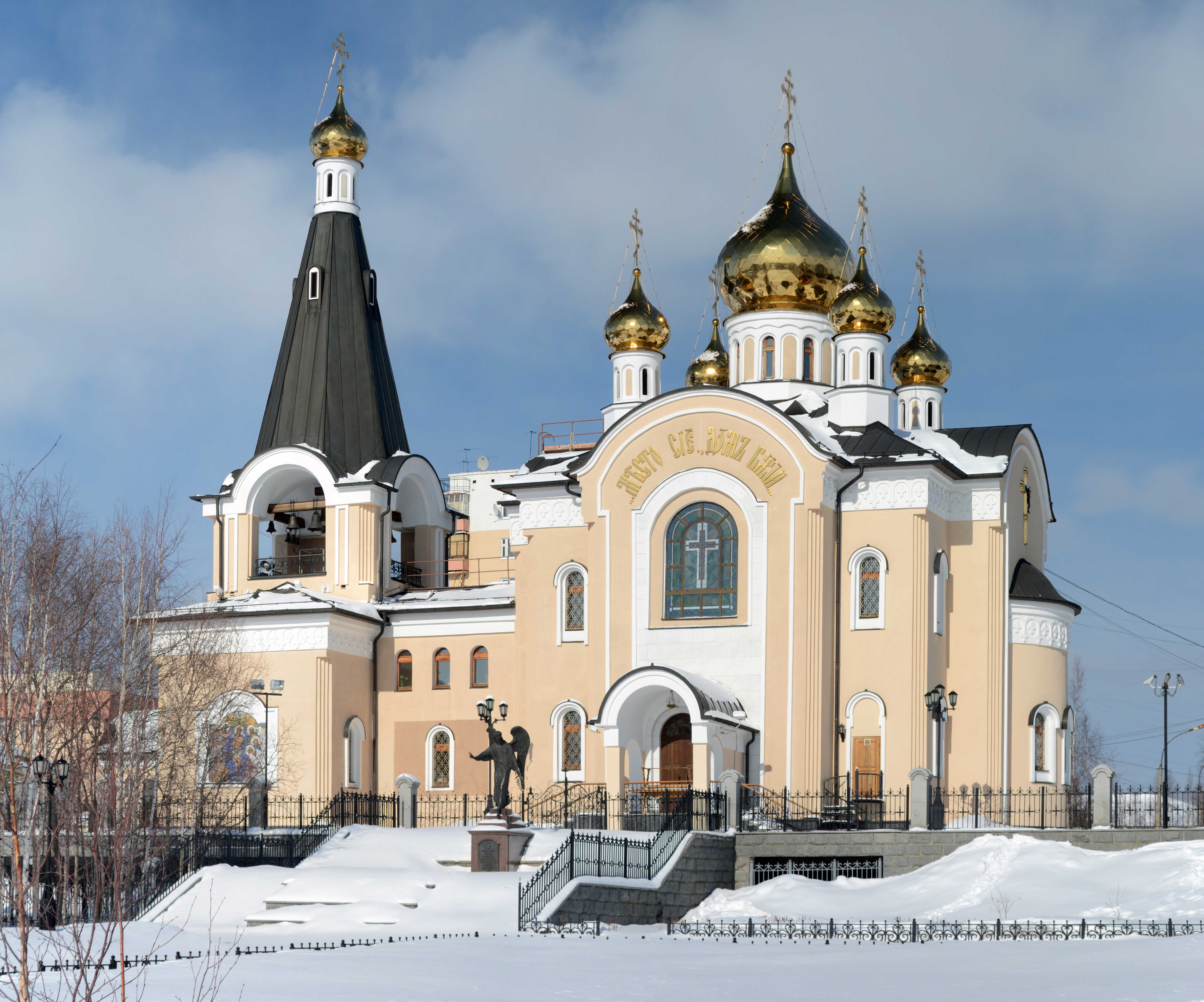
Dreifaltigkeitskathedrale
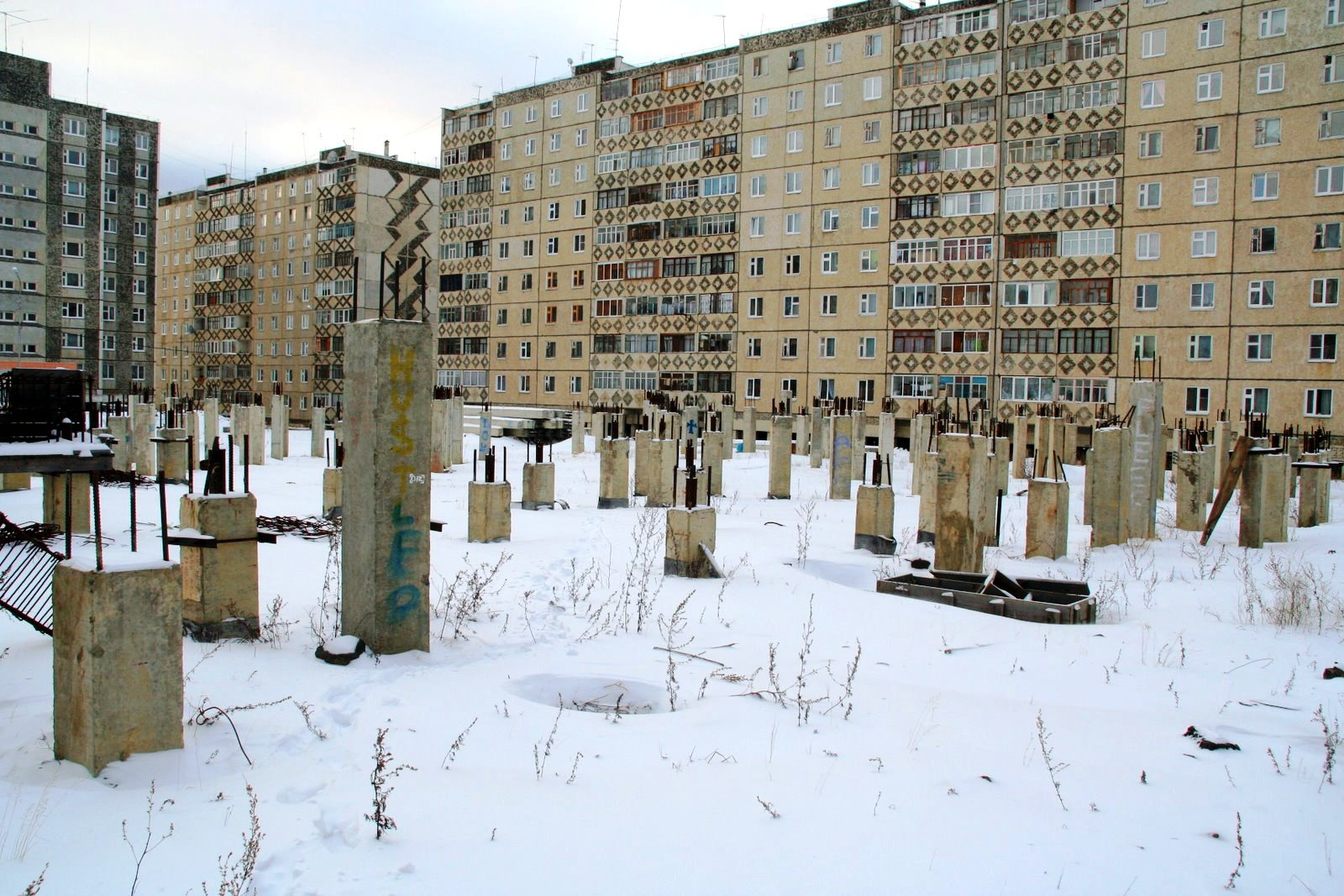
Plattenbauten in „Pfahlbauweise“ auf Permafrostboden

## Geschichte
Am 21. August 1954 wurde hier von der Geologin Larissa Popugajewa der erste Kimberlitschlot Sibiriens und der Sowjetunion entdeckt und Sarniza genannt, am 13. Juni 1955 durch Jekaterina Jelagina, Juri Chabardin und Wiktor Awdejew der noch größere und günstiger gelegene Schlot Mir. Im selben Jahr begann die detaillierte Erkundung des Schlotes, und in unmittelbarer Nähe erfolgte die Gründung einer Siedlung, welche nach dem Schlot Mirny genannt wurde (russisch Mir für Frieden; mirny für friedlich). Bereits 1959, mit Beginn der Diamantförderung, erhielt der Ort Stadtrecht.

### Bevölkerungsentwicklung
| Jahr | Einwohner |
| ---- | --------- |
| 1959 | 5.695     |
| 1970 | 23.826    |
| 1979 | 30.462    |
| 1989 | 38.793    |
| 2002 | 39.981    |
| 2010 | 37.188    |

Anmerkung: Volkszählungsdaten

## Kultur, Bildung und Sehenswürdigkeiten
In Mirny gibt es ein Diamanten-Forschungs- und Projektinstitut (Jakutniproalmas) sowie eine Filiale der Nord-östlichen föderalen Universität.
Die Stadt hat ein Museum zur Geschichte der Stadt und der Diamantenförderung.
Aufsehen erregte im Jahr 2005 die Errichtung einer Stalinbüste anlässlich des 60. Jahrestages des Sieges der Sowjetunion im Zweiten Weltkrieg.

## Wirtschaft
Mirny ist Zentrum der Diamantenförderung Russlands durch Alrosa.
Im Jahr 2004 wurde die Diamantförderung im mittlerweile über 500 Meter tiefen Schlot Mir über Tage eingestellt und seit 2009 wird die Lagerstätte im Tiefbau gewonnen. Seit 1969 wird der Schlot Internazionalnaja(⊙) ausgebeutet, zunächst ebenfalls im Tagebau, seit 1981 unter Tage. Seit den 1990er-Jahren erfolgt auch der Abbau der Schlote Jubileinaja und des zuerst entdeckten Sarniza, zwei weitere wurden erkundet und für den Abbau vorbereitet (Botuobinskaja und Njurbinskaja). Im ca. 450 km nördlich gelegenen Udatschny befindet sich mit der Udatschnaja ein weiterer großer Kimberlittagebau.
Daneben gibt es Betriebe der Lebensmittel- und Bauwirtschaft.

## Persönlichkeiten
- Andrei Karginow (* 1976), Rallyefahrer